# Hana Krejčová (zpěvačka)
Hana Krejčová (* 1964 Albrechtice) je česká operní a operetní zpěvačka, kastelánka zámku Jezeří.

## Život
Narodila se v obci Albrechtice v okrese Most, která byla postupně zbořena v letech 1981–1983 kvůli těžbě uhlí. Z důvodu těžební činnosti musela její rodina v roce 1983 Albrechtice opustit a přestěhovala se do panelového domu ve městě Most. V období komunistické totality se však na Mostecku podobné zásahy do krajiny, jako bylo vysídlení nějaké obce, dělaly natolik necitlivě, že to z jejího pohledu spíše připomínalo odsun sudetských Němců v roce 1945.
Po studiích začala profesionálně zpívat operu a operetu v divadle v Ústí nad Labem a Teplicích a postupně se etablovala i na pražské scéně. V Divadle na Vinohradech začala zpívat v muzikále Bídníci. Již koncem 80. let 20. století však začala toužit po tom, aby zámek Jezeří, na který vzpomínala z dob dětství, nepodlehl demolici. Poté, v 90. letech 20. století, opustila divadelní kariéru a přijala nabídku ředitele Památkového ústavu v Ústí nad Labem Stanislava Flesara a stala se kastelánkou (vedoucí správy památkového objektu) na zdevastovaném zámku Jezeří.
Zámek Jezeří se rozhodla začít postupně rekonstruovat a zpřístupnit návštěvníkům. Doplnila si vzdělání o obor studium památkové péče při Národním památkovém ústavu. V roce 2005 s malým týmem tří spolupracovníků a ročním rozpočtem asi 5 milionů korun začala postupně zabezpečovat zámek pro návštěvníky, kterých začalo přibývat tak, že v roce 2008 jich za rok bylo 13 tisíc. Zámek Jezeří je půdorysem ve tvaru písmene H a disponuje celkem 240 místnostmi. Jeho dispozice díky iniciativě kastelánky Krejčové začali využívat kromě návštěvníků i filmaři. Koncem roku 2019 se na Jezeří pustila, po zhruba šestileté přípravě, do generální opravy šestnáct metrů vysokého divadelního sálu, který stojí přímo nad zámeckou kaplí. Takto rozsáhlá rekonstrukce se konala po téměř 200 letech od vzniku vzniku sálu. První etapa renovací na necelých 27 milionů korun a podílely se na ní desítky odborníků.
Mezitím se zámek Jezeří dostal na seznam sedmi nejohroženějších památek Evropy, který v roce 2020 zveřejnila organizace pro kulturní dědictví Europa Nostra. Zámku, který měl původně z důvodu těžby uhlí zaniknout, od 90. let 20. století hrozilo propadnutí krovů a části podlah způsobené dlouhodobým zatékáním vody a působením dřevomorky. Tomu se podařilo zabránit a v roce 2022 byla její zásluhou dokončena oprava divadelního sálu. Rekonstrukce sálu vyšla nakonec na 30 milionů korun. „Peníze na opravu poskytlo ministerstvo kultury z programu pro obnovu majetku státu...“, uvedl při slavnostním otevření prostor ředitel územního památkové správy NPÚ v Praze Petr Spejchal, který vyjádřil naději, že opravy dalších míst na zámku budou pokračovat. Klasicistní koncertní sál na Jezeří si nechal začátkem 19. století přestavět z barokního divadelního sálu František Maxmilián Lobkowicz v době, kdy sláva dramatu pomalu upadala. Lobkowicz byl mecenášem a fanouškem Ludwiga van Beethovena, ten mu dokonce věnoval tři ze svých symfonií. Třetí, Eroica Es dur, měla privátní provedení na Jezeří, kde poprvé zazněla.

## Osobní život
Od 90. let 20. století žije v Horním Jiřetíně nedaleko zámku Jezeří s českým politikem a environmentalistou Vladimírem Buřtem. Má jednu dceru.